# Andreas Senk
Andreas Senk (* 1960; † 13. September 1966 in Berlin) war ein Todesopfer an der Berliner Mauer. Der sechsjährige Junge fiel beim Spielen am Ufer der Spree von West-Berlin nach Ost-Berlin ins Wasser, wo er unbemerkt ertrank.

## Leben

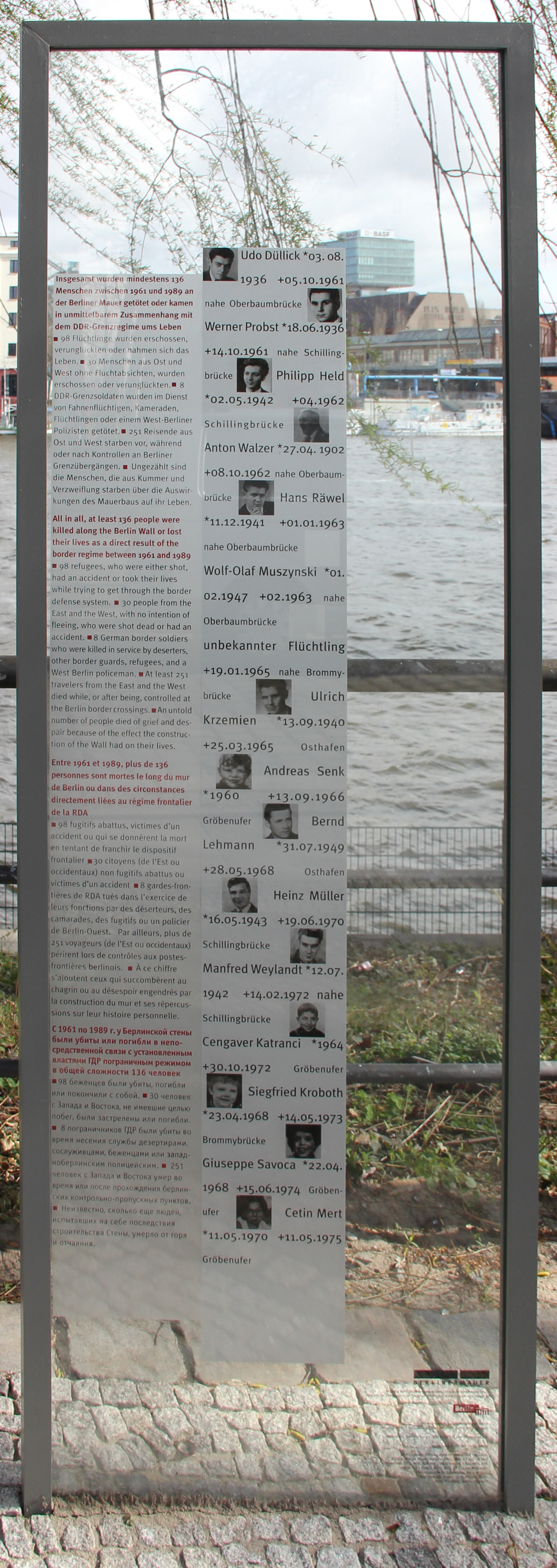
Gedenktafel am May-Ayim-Ufer, in Berlin-Kreuzberg

Andreas Senk wuchs als einziges Kind seiner Mutter in West-Berlin auf. Am Vormittag des 13. September 1966 spielte er am Gröbenufer an der Spree. Dabei wurde er zwischen 10 und 12 Uhr von einem anderen Kind ins Wasser geschubst. Die Spree gehörte an dieser Stelle vollständig zu Ost-Berlin und wurde von den Grenztruppen der DDR überwacht. Nichts deutet darauf hin, dass die DDR-Grenzer in ihren Patrouillenbooten auf der Spree und in den Wachtürmen an der Oberbaumbrücke Andreas Senk entdeckt hatten. Die erst Stunden später alarmierte West-Berliner Feuerwehr kam gegen 14 Uhr zur Unglücksstelle und suchte mit dem schnell eingeholten Einverständnis der DDR-Grenzer das Wasser von Ufer aus mit Keschern ab. Gegen 14.30 Uhr fanden sie Andreas Senk und brachten ihn in das Bethanien-Krankenhaus, wo sein Tod festgestellt wurde.
Am nächsten Tag berichteten die Medien über den Vorfall. Aus West-Berlin kam es zu unterschiedlichen Vorwürfen gegen die Grenzer der DDR. Unter anderem wurde ihnen vorgeworfen, die Hilfe aktiv behindert zu haben. Diese Vorwürfe ließen sich nicht erhärten. In den Aufzeichnungen der Grenzer findet sich kein Eintrag, der ein ins Wasser gefallenes Kind erwähnt. Erst die Rettungsaktion der Feuerwehr mindestens zwei Stunden nach dem Vorfall wird protokolliert. Nach Aussagen West-Berliner Feuerwehrleute überwachten die DDR-Grenzer ihre Suche von einem Boot aus, das etwa 30 Meter vom westlichen Ufer Stellung bezog.
Um die Auffassung, dass Senk ein Opfer der Berliner Mauer war, nachvollziehbar zu machen, stellte Senks Biograf Martin Ahrends die rhetorische Frage: „Ist Andreas Senk ein Opfer der Berliner Mauer?“ Zur Begründung seiner bejahenden Antwort führte er an, dass die späte Alarmierung der Feuerwehr keine politischen Gründe hatte, und dass Andreas Senk nur maximal acht Minuten nach seinem Sturz eine Chance gehabt habe, lebend geborgen werden zu können. Doch sei die Chance der Entdeckung an dieser Stelle aus politischen Gründen besonders gering gewesen. Er zitiert den Kommentar des Journalisten Günter Matthes im Tagesspiegel vom 15. September 1966:

„Am Berliner Todesstreifen fehlt es an Passanten, die schnell zu Rettern werden könnten. Und wenn sie da gewesen wären, mussten sie nicht damit rechnen, bei einem Sprung in Ost-Berliner Gewässer erschossen zu werden?“

Senk gilt nach Ahrends also insofern als Maueropfer, als die Existenz der Mauer mit ihrem von Passanten gemiedenen Todesstreifen dafür verantwortlich war. Sein Unfall blieb unentdeckt und selbst, wenn er entdeckt worden wäre, hätten die Helfer fürchten müssen, von DDR-Grenzern erschossen zu werden.
Andreas Senk war eines von mindestens fünf Kindern (neben Cengaver Katrancı, Siegfried Kroboth, Giuseppe Savoca und Çetin Mert), die während der deutschen Teilung am Gröbenufer ins Wasser fielen und ertranken.